# Koloniaal verleden in Brussel
Het Belgisch koloniaal verleden is zichtbaar in het straatbeeld van Brussel. In de publieke ruimte staan enkele gedenktekens en een resem straatnamen – vooral in de Kazernewijk van Etterbeek – eert Belgen die geholpen hebben met het koloniseren van Centraal-Afrika. Voorts zijn er bouwwerken waarin de koloniale beleid gestalte kreeg of die zijn aangelegd met opbrengsten uit de kolonies.

## Architectuur
Het eigenlijke kolonialisme begon voor België pas in de tweede helft van de 19e eeuw. De getuigen daarvan bevinden zich hoofdzakelijk in de bovenstad, rond het Koninklijk Paleis waar koning Leopold II zijn plannen beraamde. Aan de achterzijde van dat paleis, in de Brederodestraat, is nog de chalet te zien waar hij het bewind installeerde dat de plundering van de jonge Kongo-Vrijstaat mee uittekende. Aan het einde van de Brederodestraat komt men in de Naamsestraat, met de 18e-eeuwse gebouwen van de Koudenbergabdij waar de Association Internationale Africaine huisde, de 'filantropische' mantelorganisatie waarvan Leopold zich bediende. Hier kwam Joseph Conrad in 1890 vragen naar een job op een Kongoboot. Hij deed dit bij de S.A.B. van Albert Thys, een spilfiguur die nog tientallen andere maatschappijen had in de buurt, zoals de Banque d'Outremer. Aan de overkant van het Troonplein liggen de paardenstallen van het Academiënpaleis. Op de verdieping werkten hoge bestuurders van Kongo, zoals Edmond van Eetvelde, wiens eigen woning door Horta gebouwd werd uit exquise Kongolese materialen. Na de overname van Kongo door de Belgische staat kwam er een Ministerie van Koloniën, dat ondergebracht was in het huidige gebouw van het Grondwettelijk Hof op het Koningsplein. Op dat plein vertrekt de Koningsstraat, met de hoofdzetel van de Generale Maatschappij, die grote belangen had in de Belgische kolonies. Verderop huisde een magnaat die er nog eerder fortuin maakte: William Lever gebruikte Kongolese palmolie voor de Sunlightzeep van Lever Brothers (tegenwoordig Unilever). Die herkomst is te zien in de interieurdecoratie van het Lever House, nu ingenomen door de IRISIB-school.
In de Brusselse benedenstad bevinden zich heel wat minder sporen. Toch is het koloniale thema niet afwezig. De fruitgroothandel Gérard Koninckx Frères bouwde aan de Oude Graanmarkt een art-decogebouw waarop wuivende bananenbomen uit Kongo geglazuurd zijn (1928), en de voorloper van UGC De Brouckère liet de zaal Eldorado decoreren met wandsculpturen die de Kongolese gemeenplaatsen van die tijd weergeven (1931-32).
Onder de urbanisatiewerken die primair gefinancierd zijn door Leopold II met inkomsten uit de kolonie kunnen we in de eerste plaats spreken over de triomfboog van het Jubelpark. Ze was bedoeld voor het vijftigjarig bestaan van België (1880), maar wegens geldgebrek werd ze uitgevoerd in staff. Vijfentwintig jaar later kon Leopold, schatrijk geworden van rubber en ivoor, genereus 7,5 miljoen goudfrank uittrekken voor een ware triomfboog (1905). Hij gebruikte ook zijn Kongofortuin voor de aanleg van groene lanen en parken, zoals de Heizel, het Park van Vorst, het Elisabethpark, het Josaphatpark en de uitbreiding van zijn eigen domein in Laken (van 90 naar 186 ha, met onder meer de Koloniale Tuin).

## Monumenten
Misschien wel het bekendste koloniale monument is het ruiterstandbeeld van Leopold II op het Troonplein. De vorst heeft er lang op moeten wachten, want bij zijn dood was hij controversieel genoeg om sterke weerstand op te roepen tegen elke vorm van eerbetoon. Uiteindelijk maakte Thomas Vinçotte in 1926 toch nog een mooi brons. Het werd in 2008 met rode verf overgoten door Théophile de Giraud. Vanaf 1928 stond een tweede exemplaar op de Kalima-hoogte in Kinshasa, waar nadien de gouverneursresidentie kwam. Het werd in 1971 verplaatst naar een buitenwijk. Voor de rest moest Leopold het stellen met een paar busten, o.a. in het Dudenpark (Vinçotte, 1949) en op het Vorstsquare van Oudergem, boven een gedenkplaat voor de lokale kolonialen Neuenhaus en De Cooman. In de Koningstuin kreeg hij toch nog een echt standbeeld (René Cliquet, 1969), waarvan de neus ondertussen is afgebroken.
In het Jubelpark staat een groot gedenkteken dat de koloniale zaak verheerlijkt: het Monument voor de Belgische pioniers in Congo (1921). Opnieuw werd beroep gedaan op Vinçotte om de propaganda over de strijd tegen de slavenhandel uit te beelden. Nog van Vinçotte en nog in het Jubelpark is het monument voor Albert Thys (1926), Het Belgisch genie leidt de Congo.
Schaarbeek heeft haar zoon Ernest Cambier geëerd met een gedenkteken. De Luxemburger Claus Cito had het al af in 1914, maar tijdens de bezetting vond men het wijzer om er niet mee boven water te komen, vooral gezien het feit dat de Congolese Force Publique bezig was Duits-Oost-Afrika onder de voet te lopen. De inhuldiging gebeurde in 1920. Nog in Schaarbeek staat er een arduinen boog die herinnert aan de prestaties van de Force Publique: het Monument voor de Troepen der Afrikaanse Veldtochten. Beeldhouwer Willy Kreitz beeldde met een bronzen handklap de verbroedering uit tussen een Belgische koloniale officier (met tropenhelm) en een Congolese soldaat (met de typische fez van de Force Publique). Op 11 november is er steeds een Congolese delegatie om de oudstrijders te herdenken.
Ook op de kerkhoven vindt men grafmonumenten van kolonialen, zoals dat van Hubert Lothaire op de begraafplaats van Elsene. Sommige gemeenten hebben een gedenkplaat voor hun omgekomen kolonialen, zoals die aan het gemeentehuis van Anderlecht.
| Monument                                             | Afbeelding | Kunstenaar                                           | Inhuldiging | Gemeente    | Straat                   | Beschrijving                              | Coördinaten |
| ---------------------------------------------------- | ---------- | ---------------------------------------------------- | ----------- | ----------- | ------------------------ | ----------------------------------------- | ----------- |
| Weggelopen zwarte slaven verrast door honden         |            | Louis Samain                                         | 1895        | Elsene      | Louizalaan               |                                           |             |
| Monument voor Ernest Cambier                         |            | Claus Cito                                           | 1920        | Schaarbeek  |                          |                                           |             |
| Monument voor de Belgische pioniers in Congo         |            | Thomas Vinçotte                                      | 1921        | Brussel     | Jubelpark                |                                           |             |
| Ruiterstandbeeld van Leopold II                      |            | Thomas Vinçotte                                      | 1926        | Brussel     | Troonplein               |                                           |             |
| Monument voor Albert Thys                            |            | Thomas Vinçotte                                      | 1926        | Brussel     | Jubelpark                |                                           |             |
| Graf van Hubert Lothaire                             |            |                                                      | 1929        | Elsene      | Begraafplaats van Elsene |                                           |             |
| Monument voor Leopold II en de Oudergemse kolonialen |            |                                                      | 1930        | Oudergem    | Vorstsquare              |                                           |             |
| Elsene aan haar koloniale pioniers, 1876-1908        |            | Alphonse Boelens (ontwerp) en Marcel Rau (sculptuur) | 1933        | Elsene      |                          | Hoofd van een Mangbetuvrouw op een pilaar |             |
| Monument voor Tombeur van Tabora                     |            | Jacques Marin                                        | 1951        | Sint-Gillis | Parklaan                 |                                           |             |
| Zeemeermin van de Baudouinville                      |            | Dolf Ledel                                           | 1952        | Etterbeek   | Leopoldstadplein         |                                           |             |
| Boogschutter                                         |            | Arthur Dupagne                                       | 1962        | Etterbeek   | Frontlaan                |                                           |             |
| Monument voor de Troepen der Afrikaanse Veldtochten  |            | Willy Kreitz                                         | 1970        | Schaarbeek  |                          |                                           |             |

## Straatnamen

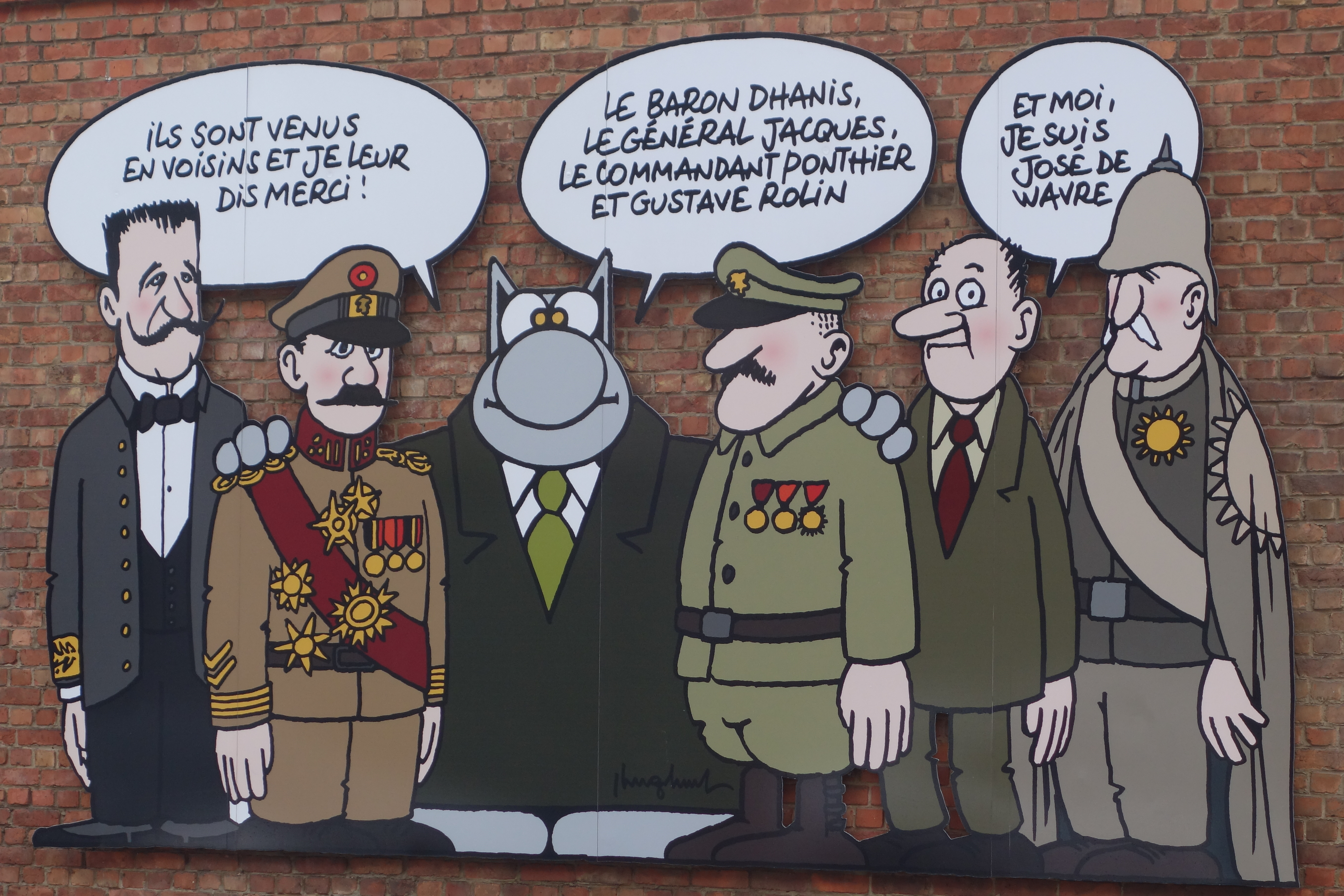
Cartoon van Le Chat in de Chaussée de Wavre: hij dankt zijn vrienden die hun naam gegeven hebben aan de omliggende straten.

| Straatnaam                    | Vernoemd naar           | Gemeente            | Vernoemingsjaar | Voorheen                                      | Afgeleid              |
| ----------------------------- | ----------------------- | ------------------- | --------------- | --------------------------------------------- | --------------------- |
| Koloniale-Veteranensquare     |                         | Anderlecht          |                 |                                               |                       |
| Sergeant de Bruynestraat      | Henri De Bruyne         | Anderlecht          | 1922            | Rue de la Tête de Mouton                      |                       |
| Taborastraat                  | Slag bij Tabora         | Brussel             |                 |                                               |                       |
| Koloniënstraat                | Belgische koloniën      | Brussel             |                 |                                               |                       |
| Stanleystraat                 | Henry Morton Stanley    | Elsene              |                 |                                               |                       |
| Generaal Jacqueslaan          | Jules Jacques           | Etterbeek           |                 |                                               |                       |
| Generaal Fivéstraat           | Gaspard Fivé            | Etterbeek           |                 |                                               |                       |
| Generaal Molitorstraat        | Philippe Molitor        | Etterbeek           |                 |                                               |                       |
| Generaal Wangerméestraat      | Emile Wangermée (en)    | Etterbeek           |                 |                                               |                       |
| Camille Coquilhatstraat       | Camille Coquilhat       | Etterbeek           |                 |                                               |                       |
| Kapitein Joubertstraat        | Ludovic Joubert (fr)    | Etterbeek           |                 |                                               |                       |
| Vlieger Thieffrystraat        | Edmond Thieffry         | Etterbeek           |                 |                                               | metrostation Thieffry |
| Baron Dhanisstraat            | Francis Dhanis          | Etterbeek           |                 |                                               |                       |
| Generaal Henrystraat          | Josué Henry de la Lindi | Etterbeek           | 1945            | Kapellestraat en vanaf 1878 Ma Campagnestraat |                       |
| Kommandant Ponthierstraat     | Pierre Ponthier         | Etterbeek           |                 |                                               |                       |
| Le Marinellaan                | Paul Le Marinel (en)    | Etterbeek           |                 |                                               |                       |
| Generaal Tombeurstraat        | Charles Tombeur         | Etterbeek           | 1937            | Kapellestraat en vanaf 1878 Ma Campagnestraat |                       |
| Alexandre Galopinlaan         | Alexandre Galopin       | Etterbeek           |                 |                                               |                       |
| Luitenant Jérôme Beckerstraat | Jérôme Becker           | Etterbeek           |                 |                                               |                       |
| Witte Patersstraat            | Witte Paters            | Etterbeek           |                 |                                               |                       |
| Kardinaal Lavigeriestraat     | Kardinaal Lavigerie     | Etterbeek           |                 |                                               |                       |
| Majoor Pétillonstraat         | Arthur Pétillon         | Etterbeek           |                 |                                               | metrostation Pétillon |
| Kommandant Lothairestraat     | Hubert Lothaire         | Etterbeek           |                 |                                               |                       |
| Luitenant Lippens straat      | Luitenant Lippens       | Etterbeek           |                 |                                               |                       |
| Kolonel Van Gelestraat        | Alphonse Van Gele (fr)  | Etterbeek           |                 | Korenbloemstraat en Eeuwfeeststraat           |                       |
| Ruandastraat                  | Rwanda                  | Etterbeek           |                 |                                               |                       |
| Leopoldstadplein              | Leopoldstad             | Etterbeek           |                 |                                               |                       |
| Baron Lambert straat          | Baron Lambert           | Etterbeek           |                 |                                               |                       |
| Le Marinel laan               | Paul Le Marinel         | Etterbeek           |                 |                                               |                       |
| Ernest Cambierlaan            | Ernest Cambier          | Schaarbeek          |                 |                                               |                       |
| Boulevard Generaal Wahis      | Generaal Wahis          | Schaarbeek          |                 |                                               |                       |
| Kolonialelaan                 | Kolonialisme            | Watermaal-Bosvoorde |                 |                                               |                       |
| Émile Banningstraat           | Émile Banning           | Elsene              |                 |                                               |                       |